# Megan Coleman
Megan Kate Coleman (Hillcrest, 28 maggio 1985) è una modella sudafricana, eletta Miss Sudafrica 2006.
In seguito ha rappresentato il Sudafrica a Miss Universo 2007, che si è tenuto il 28 maggio a Città del Messico, in Messico, dove però non è riuscita ad entrare nella rosa delle prime quindici finaliste.
Inoltre la modella sudafricana ha partecipato a Miss Mondo 2007 il 1º dicembre a Sanya in Cina, dove però non è riuscita ad entrare nella rosa delle prime quindici finaliste.
Megan Coleman ha una laurea in Scienze Sociali (in Media, Comunicazione e Marketing), ed in seguito ai concorsi ha intrapreso la carriera di presentatrice TV.